# Joachim Morsztyn
Joachim Morsztyn na Raciborsku herbu Leliwa – starosta skotnicki, poseł na sejm koronacyjny 1764 roku z województwa krakowskiego, konsyliarz województwa krakowskiego w konfederacji radomskiej.

## Życiorys
W 1764 roku podpisał elekcję Stanisława Augusta Poniatowskiego. W załączniku do depeszy z 2 października 1767 roku do prezydenta Kolegium Spraw Zagranicznych Imperium Rosyjskiego Nikity Panina, poseł rosyjski Nikołaj Repnin określił go jako posła wątpliwego dla realizacji rosyjskich planów na sejmie 1767 roku, poseł województwa krakowskiego na sejm 1767 roku. W 1778 roku był członkiem krakowskiej Komisji Dobrego Porządku. W 1790 roku był komisarzem Komisji Porządkowej Cywilno-Wojskowej krakowskiej.
Odznaczony Orderem Orła Białego w 1792 roku. Został też odznaczony Orderem Świętego Stanisława.
Wylegitymowany w Galicji w 1802 roku.